# Burg Nakijin

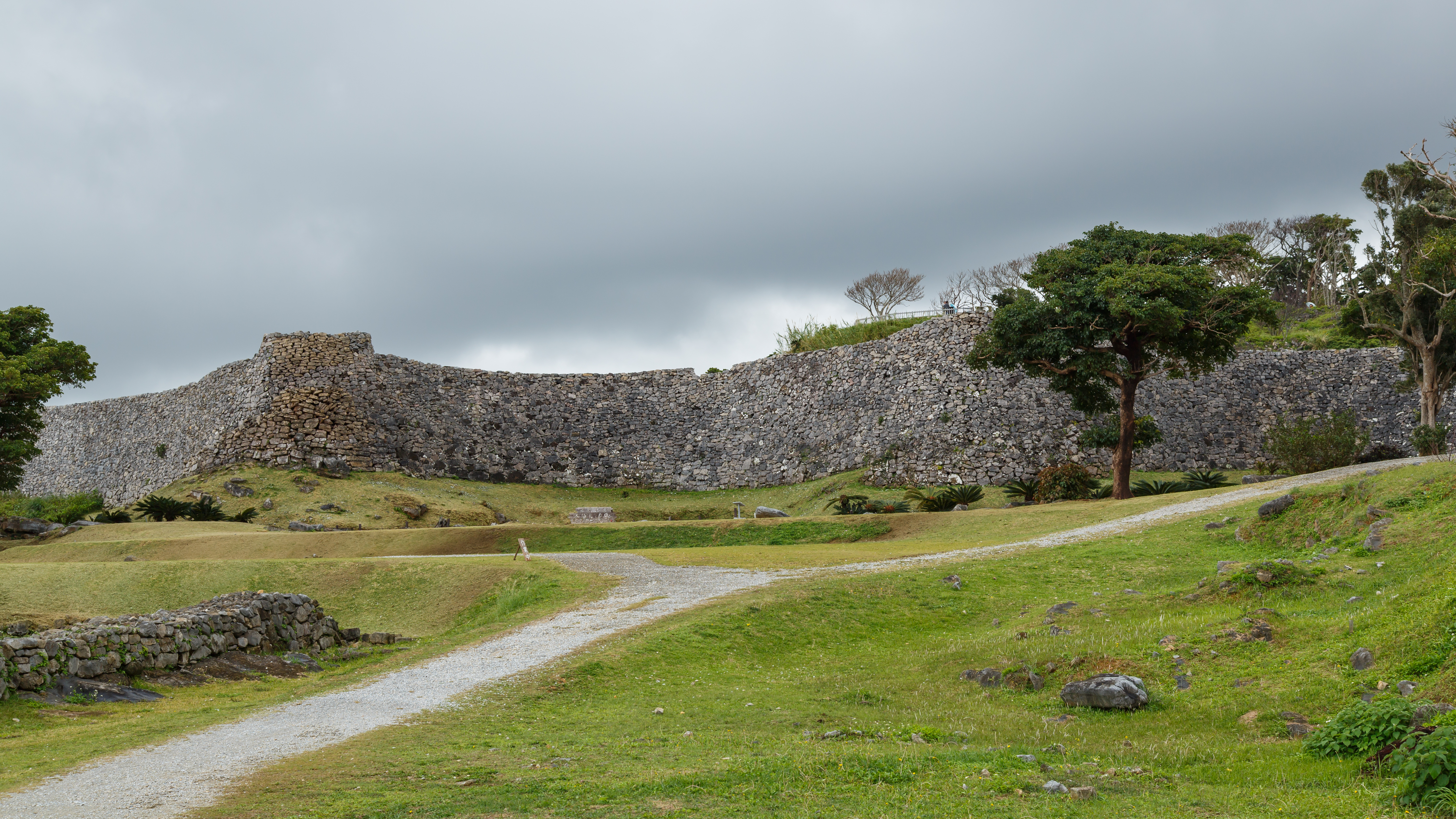
Burg Nakijin

Die Burg Nakijin (japanisch 今帰仁城 Nakjin-gusuku, auch Nakijin-jō) befindet sich in Nakijin, im Norden der der Hauptinsel der Präfektur Okinawa. Seit der Zerstörung im 17. Jahrhundert sind nur noch Mauerreste erhalten.

## Geschichte
Die Burg Nakijin ist auch als Burg Hokuzan (北山城) bekannt. Während der Chūzan-Zeit (frühes 14. bis frühes 15. Jahrhundert), als die Hauptinsel aus drei kleinen Fürstentümern, nämlich  Sanhoku (山北), Chūzan und Nanzan (南山) in Okinawa bestand, blühte Yamakita als Hauptburg auf.
Im Jahr 1416 (nach anderer Überlieferung 1422) zerstörte König Shō Hashi (尚 巴志; 1372–1439) die Burg. Danach leitete der Yamakita Kanshu (山北監守), auch Nakijin Anji (今帰仁按司) genannt, zum Zweck der Aufrechterhaltung der öffentlichen Ordnung die Burgstätte, die zur Verwaltungsbasis für die nördliche Region der Hauptinsel Okinawa wurde. 
1609 wurde die Burg von der Armee des Shimazu-Klans angegriffen, die in das Königreich Ryūkyū einfiel und sich dort Rechte sicherte. Nach dem Krieg verließ der Yamakita Kanshu die Burg und nahm seine Funktion an einem anderen Ort (Dorf Nakijin) auf, so dass die Burg ihre Funktion verlor und verfiel.

## Die Anlage
Die Burgmauern sind relativ gut erhalten, so dass man die Essenz der Steinarchitektur Okinawas gut erkennen kann. Langfristige Ausgrabungen haben begonnen und bringen wichtige Entdeckungen hervor, die die kulturellen Bedingungen der damaligen Zeit zeigen. Die Burg wurde 1975 als „Nationale historische Stätte“ eingestuft. Im Jahr 2000 wurden die „Gusuku-Stätten und verwandte Stätten des Königreichs Ryūkyū“ als Weltkulturerbe registriert, so dass das einzigartige kulturelle Erbe der Ryūkyū-Region besser gesichert ist. Als Wichtiges Kulturgut ist das Okaguchi-Tor registriert. 
Der Burgbereich ist auch als berühmter Ort für Kirschblüten im Süden Okinawas bekannt, die im Januar in voller Blüte stehen.